# Sukosewu (Sukosewu)
Sukosewu is een bestuurslaag in het regentschap Bojonegoro van de provincie Oost-Java, Indonesië. Sukosewu telt 3985 inwoners (volkstelling 2010).